# Galeichthys feliceps
Espèce
Synonymes
- Ariodes polystaphylodon (non Bleeker, 1846)[2]
- Arius feliceps (Valenciennes, 1840)[3],[2]
- Bagrus capensis Smith, 1840[3] [2]
- Bagrus feliceps (Valenciennes, 1840)[3],[2]
- Galeichthys feliceps[4]
- Galeichthys ocellatus Gilchrist & Thompson, 1916[3],[2]
- Pimelodus fossor Lichtenstein, 1823[3]
- Pimelodus peronii Valenciennes, 1840[3]
- Tachysurus feliceps (Valenciennes, 1840)[3],[2]
- Tachysurus fossor (non Lichtenstein, 1823)[2]

Galeichthys feliceps, appelé communément barbillon blanc, est une espèce de poissons-chats marins de la famille des Ariidés et du genre Galeichthys. Il est présent en Afrique du Sud, de la Namibie jusqu'à Madagascar. On le retrouve également dans le golfe du Mexique.
Il est commercialisé pour sa chair vendue fumée.

## Description
Décrit Par Achille Valenciennes en 1840, ce poisson chat de grande taille (55 cm environ), brun à ventre blanc, est muni de six barbillons : quatre sous le menton et un de chaque côté de la mâchoire supérieure. Il possède une épine particulièrement venimeuse au début de sa nageoire dorsale.

## Habitat
Il vit dans les fonds marins (2-120 m), notamment dans les fonds boueux, les cavités rocheuses et les estuaires. Il peut également vivre en rivière.